# 卡乌尔
卡乌尔（法語：Caours，法語發音：[ka.uʁ]）是法国上法蘭西大區索姆省的一个市镇，属于阿布维尔区。

## 地理
卡乌尔（50°7'51"N, 1°52'56"E）面积6.13 平方千米，位于法国上法蘭西大區索姆省，该省份为法国北部沿海省份，北起加来海峡省和北部省，西接滨海塞纳省和大西洋英吉利海峡，南至瓦兹省，东临埃纳省。
与卡乌尔接壤的市镇（或旧市镇、城区）包括：阿布维尔、德吕卡、米朗库尔昂蓬蒂厄、讷夫穆兰、沃谢勒莱凯努瓦。

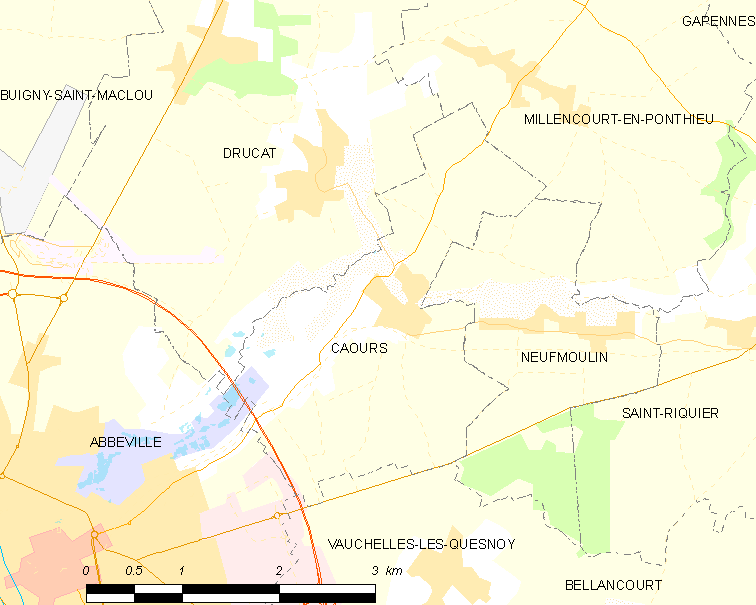
卡乌尔的OSM定位图

卡乌尔的时区为UTC+01:00、UTC+02:00（夏令时）。

## 行政
卡乌尔的邮政编码为80132，INSEE市镇编码为80171。

## 政治
卡乌尔所属的省级选区为阿布维尔第一县。

## 人口

1962-2008年间卡乌尔人口变化图示

卡乌尔于2022年1月1日时的人口数量为565人。